# Hinata Komaki
Pas d'image ? Cliquez ici

a Compétitions nationales et continentales officielles uniquement.

b Matchs officiels uniquement.
Hinata Komaki (小牧 日菜多, Komaki Hinata), née le 9 mai 2001 dans la préfecture de Kyoto (Japon), est une joueuse internationale japonaise de rugby à XV évoluant au poste de pilier. Elle joue au Tokyo Sanyu Phoenix (en).

## Biographie
Hinata Komaki naît le 9 mai 2001. En 2022, elle joue pour la Nippon Sport Science University (en). Elle compte quatre sélections en équipe du Japon quand elle est retenue en septembre 2022 pour disputer la Coupe du monde en Nouvelle-Zélande.
En juillet 2025, comptant désormais 21 capes en équipe nationale, elle est à nouveau retenue pour la Coupe du monde.

## Palmarès
- Vainqueur du Championnat du Japon en 2025.